# Bertrand Venturi
Bertrand Venturi (Sète, 8 giugno 1985) è un nuotatore francese, specializzato nel nuoto di fondo.

## Palmarès
| Campionati del mondo          | 10 km individuale | 25 km individuale |
| 2005 Montreal Canada          | 15º               | ---               |
| 2009 Roma Italia              | 24º               | 6º                |
| Mondiali in acque libere      | 10 km individuale | 25 km individuale |
| 2004 Duba Emirati Arabi Uniti | 21º               | 9º                |
| 2008 Siviglia Spagna          | 34º               | ---               |
| 2010 Roberval Canada          | 12º               | 5º                |
| Campionati europei            | 10 km individuale | 25 km individuale |
| 2006 Budapest Ungheria        | ---               | 5º                |
| 2010 Budapest Ungheria        | 21º               | Argento 5h16'36"  |
| Europei in acque libere       | 10 km individuale | 25 km individuale |
| 2008 Dubrovnik Croazia        | 14º               | 7º                |
| 2012 Piombino Italia          | ---               | 16º               |